# Tigranes IV
Tigranes IV(orm:Տիգրան Դ) – król Armenii w latach 8 r. p.n.e.- 2 r. p.n.e. z dynastii Artaksydów. Jego żoną była przyrodnia siostra królowa Erato.
Ostatni przedstawiciele Artaksydów byli władcami słabymi, a Armenię niszczyły kolejne wojny domowe między różnymi pretendentami do tronu. Cesarz August wysłał swojego wnuka Gajusza Juliusza Cezara w celu opanowania sytuacji, jednak bez powodzenia.